# Unterseeboot 901
L'Unterseeboot 901 ou U-901 est un sous-marin allemand (U-Boot) de type VIIC utilisé par la Kriegsmarine pendant la Seconde Guerre mondiale.
Le sous-marin fut commandé le 10 avril 1941 à Szczecin (AG Vulcan Stettin), sa quille fut posée le 1er janvier 1942, il fut lancé le 9 octobre 1943 et mis en service le 29 avril 1944, sous le commandement de l'Oberleutnant zur See Hans Schrenk.
L'U-901 n'endommagea ou ne coula aucun navire au cours de l'unique patrouille (41 jours en mer) qu'il effectua.
Il capitule à Stavanger en mai 1945 et est coulé en janvier 1946.

## Conception
Unterseeboot type VII, l'U-901 avait un déplacement de 769 tonnes en surface et 871 tonnes en plongée. Il avait une longueur totale de 67,10 m, un maître-bau de 6,20 m, une hauteur de 9,60 m et un tirant d'eau de 4,74 m. Le sous-marin était propulsé par deux hélices de 1,23 m, deux moteurs diesel Germaniawerft M6V 40/46 de 6 cylindres en ligne de 1 400 cv à 470 tr/min, produisant un total de 2 060 à 2 350 kW en surface et de deux moteurs électriques Brown, Boveri & Cie GG UB 720/8 de 375 cv à 295 tr/min, produisant un total 550 kW, en plongée. Le sous-marin avait une vitesse en surface de 17,7 nœuds (32,8 km/h) et une vitesse de 7,6 nœuds (14,1 km/h) en plongée. Immergé, il avait un rayon d'action de 80 milles marins (150 km) à 4 nœuds (7,4 km/h; 4,6 milles par heure) et pouvait atteindre une profondeur de 230 m. En surface son rayon d'action était de 8 500 milles nautiques (soit 15 700 km) à 10 nœuds (19 km/h).
 L'U-901 était équipé de cinq tubes lance-torpilles de 53,3 cm (quatre montés à l'avant et un à l'arrière) et embarquait quatorze torpilles. Il était équipé d'un canon de 8,8 cm SK C/35 (220 coups) et d'un canon antiaérien de 20 mm Flak. Il pouvait transporter 26 mines TMA ou 39 mines TMB. Son équipage comprenait 4 officiers et 40 à 56 sous-mariniers.

## Historique
Il reçut sa formation de base au sein de la 4. Unterseebootsflottille jusqu'au 14 mars 1945, puis il intégra sa formation de combat dans la 11. Unterseebootsflottille.
Du 29 mars au 6 avril 1945, l'U-901 effectue un court trajet de 9 jours entre Kiel et Stavanger.
 Sa première patrouille commence le 14 avril 1945 au départ de Stavanger. D'une durée de 32 jours, le sous-marin patrouille au-delà de la ligne GIUK, ne rencontrant aucune cible.
Il se rend aux Alliés le 15 mai 1945 à Stavanger, en Norvège.
Le 27 mai 1945, il est transféré au point de rassemblement à Lisahally en vue de l'opération alliée de destruction massive de la flotte d'U-Boote de la Kriegsmarine.
L'U-901 coule le 6 janvier 1946 par l'artillerie du destroyer HMS Onslaught, à la position géographique 55° 50′ N, 8° 30′ O.

## Affectations
- 4. Unterseebootsflottille du 29 avril 1944 au 14 mars 1945 (Période de formation).
- 11. Unterseebootsflottille du 15 mars 1945 au 8 mai 1945 (Unité combattante).

## Commandement
- Kapitänleutnant Hans Schrenk du 29 avril 1944 au 15 mai 1945.

## Patrouilles
|       | Commandant          | Départ        | Départ    | Arrivée      | Arrivée   | Jours    | Succès |
| ----- | ------------------- | ------------- | --------- | ------------ | --------- | -------- | ------ |
|       | Kptlt. Hans Schrenk | 29 mars 1945  | Kiel      | 6 avril 1945 | Stavanger | 9 jours  |        |
| 1     | Kptlt. Hans Schrenk | 14 avril 1945 | Stavanger | 15 mai 1945  | Stavanger | 32 jours |        |
| Total | Total               | Total         | Total     | Total        | Total     | 41 jours | 0 t    |

Note : Kptlt. = Kapitänleutnant